# Ephydra subopaca
Ephydra subopaca är en tvåvingeart som beskrevs av Friedrich Hermann Loew 1864. Ephydra subopaca ingår i släktet Ephydra och familjen vattenflugor.
Artens utbredningsområde är Connecticut. Inga underarter finns listade i Catalogue of Life.